# Retsvidenskab
|  | For andre betydninger af Jura, se Jura (flertydig). |
 Der er for få eller ingen kildehenvisninger i denne artikel, hvilket er et problem. Du kan hjælpe ved at angive troværdige kilder til de påstande, som fremføres i artiklen.

Retsvidenskab er den videnskabelige disciplin, der beskæftiger sig med jura. Jura er en gruppe af emner, der behandler lov, offentlige forskrifter, aftaler og andre retshandler.
Retsvidenskaben kan deles op i de dogmatiske discipliner og de almene discipliner.

## Retsvidenskab
Retsvidenskaben er juraens almene element og er i forhold til retsdogmatikken, der typisk er rettet mod at løse problemstillinger inden for gældende ret, en samling metadiscipliner, der fokuserer på rettens grundlæggende teori, filosofi, historie, samfundsmæssige påvirkninger og ikke mindst metode. På det praktiske niveau forsøger nogle jurister at forbedre samfundet ved at studere, hvordan ret udøves og fremsætte forslag til, hvordan den burde udøves. Sidstnævnte kaldes retspolitik.
Retsvidenskaben angribes typisk igennem to analysemetoder: Den analytiske, der beskriver hvad ret ”er”, samt den normative, der beskriver, hvordan retten ”burde være”. Objektet for analysen kan f.eks. være sager ved domstolene eller retten, som den er udformet af lovgiver.
Inden for analytisk retsvidenskab indtager man et neutralt synspunkt og et beskrivende sprog, når man referer til et retssystem. Man fokuserer på, hvad systemet er og ikke på, hvad det skulle eller burde være, hvormed man undgår at skulle besvare moralske, etiske og værdiladede spørgsmål.
Normativ retsvidenskab overvejer, hvad ret er, og hvad den burde være, moralske og etiske spørgsmål, samt hvilke værdier er vigtigere end andre. Blandt de vigtige spørgsmål, den normative retsvidenskab forsøger at besvare, er: Hvad er rettens rette funktion? Hvilke værdier er så vigtige, at en forbrydelse imod disse bør straffes? Hvad er retfærdighed? Har man medfødte rettigheder – og i bekræftende fald, hvilke da?
Af pædagogiske årsager har man på de juridiske uddannelsesinstitutioner valgt at dele faget op i en række selvstændige fag. Disse kan være retssociologi, retshistorie og retsteori (somme tider kaldt retsfilosofi eller retslære). Alle elementer indgår imidlertid i en større helhed.
I Danmark kaldes det retsvidenskabelige studium for jura. der er latinsk flertalsform af jus, der betyder ret. Flertalsformen bruges, fordi jura i et historisk perspektiv indbefatter videnskaben om de to retter: Den verdslige ret og kirkeretten (også kaldet kanonisk ret).

## Retsvidenskabelige metoder
Jurister anvender mange metoder til at opnå viden. Til de hyppigst anvendte metoder hører juridisk metode, som består i at identificere og anvende gældende ret korrekt. Gældende ret omfatter bl.a. lovfortolkning af relevante lovbestemmelser (paragraffer). Man bør huske, at en lov gælder fra sit ikrafttrædelsestidspunkt, som typisk er skrevet i en af lovens sidste paragraffer. Endvidere omfatter juridisk metode analyse af retspraksis (præcedens) og andre retskilder.

### Juridisk metode
Juridisk metode betegnes også retsdogmatisk metode eller blot retsdogmatik.
For at systematisere juridisk metode anvender man typisk en taksonomi som denne (der minder om metoden IRAC, der anvendes i USA):
Først identificerer man de gældende relevante retskilder; herefter vil retskildefortolkning ofte være nødvendig.
Dernæst henter man de relevante retsfakta af sagens mange fakta.
Til sidst udleder man den logiske retsfølge af de anvendte retskilder på retsfakta, kaldet subsumption.
Endvidere kan overvejelser om undtagelser eller straffrihedsgrunde være relevante. Straffrihed kan forekomme, hvis tiltalte fx er mentalt retarderet eller under den kriminelle lavalder. Hvorimod uvidenhed om loven ikke medfører straffrihed (ignorantia juris). Hvis sagen ikker er omfattet af straffrihedsgrunde, er der endelig mulighed for at overveje reale hensyn, der omfatter en strafs konsekvenser for tiltaltes fremtid.
Her er det relevant, at rimelig tvivl kommer tiltalte til gode (in dubio pro reo). Desuden har anklagemyndigheden pligt til både at fremlægge det, som taler for tiltaltaltes skyld og også fremlægge det, der taler for tiltaltes uskyld; hvilket er kendt som objektivitetsprincippet. Objektivitetsprincippet er begrundet i et ønske om at beskytte tiltaltes retssikkerhed, hvilket er grundlæggende i en retsstat.
Der kan opstilles to modsætninger til gældende (også kaldet nugældende) ret.
Den første modsætning omfatter dagældende ret. Dagældende ret omfatter de retskilder, som i fortiden var gældende ret. Studiet af dagældende ret hører til den juridiske disciplin retshistorie.
Den anden modsætning til gældende ret omfatter det, som i fremtiden vil kunne blive gældende ret; denne mere spekulative juridiske disciplin udgøres af retspolitik.

### Øvrige juridiske discipliner og metoder
Grundlæggende kan man inddele de enkelte juridiske discipliner i to kategorier: Privatretten og den offentlige ret. Imellem de to kategorier findes procesretten, der danner bro imellem den private og offentlige ret.
Privatretten beskæftiger sig med en række specialområder, f.eks. formueretten (der består af obligationsretten og tingsretten), familieformueretten, selskabsretten m.fl.
Inden for offentlig ret beskæftiger man sig typisk med statens anliggender, såsom statsret, forvaltningsret, EU-ret og folkeret.
Retssociologi anvender især metoden dokumentanalyse for at afdække et narrativ, som påvirker gældende ret.
Komparativ ret anvender metoderne case study og Länderbericht.
Kriminologi anvender observation og interview, der eventuelt kan være i form af en selvbiografi for at afdække, hvilke karakteristika, der kendetegner personer, som begår kriminalitet.
EU-ret fremhæver EU's retsakters forrang over nationale retskilder. Mens Grundloven ifølge forfatningsret rangerer højest.